# 공원

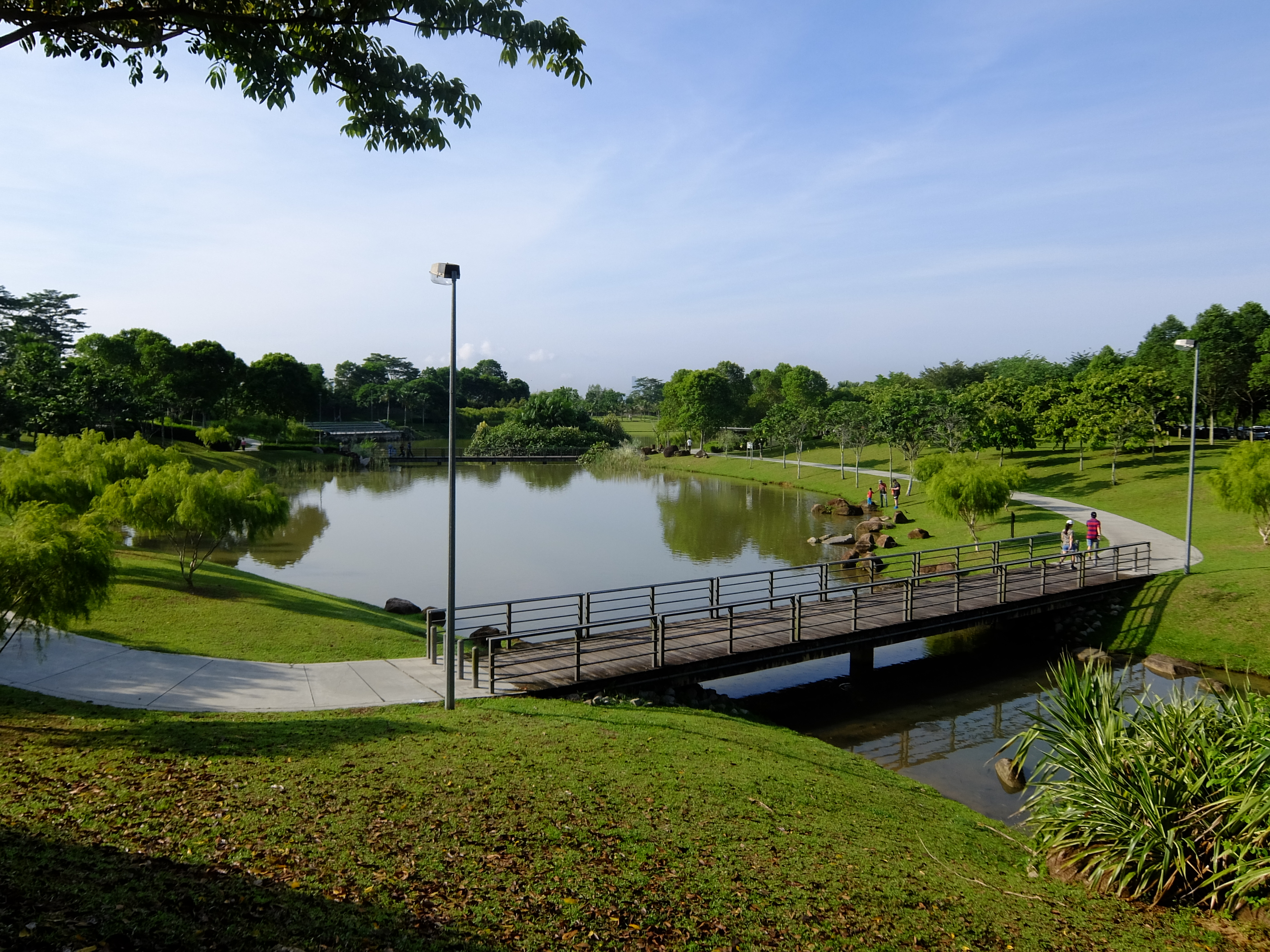
공원

공원(公園)은 대중에게 개방되어 여러 사람들이 쉬거나 가벼운 운동 혹은 놀이를 즐길 수 있도록 마련된 공간이다. 공공녹지(公共綠地)의 하나로서, 국가나 지방자치단체, 공공단체가 국민이나 주민의 보건 휴양 및 정서 생활의 향상에 기여하게 하는 것을 목적으로 경영하고 관리한다.
공원은 인간의 즐거움과 휴양을 위해 또는 야생동물이나 자연 서식지를 보호하기 위해 마련된 자연, 반자연 또는 식재 공간의 영역이다. 도시 공원은 마을과 도시 내부의 휴양을 위해 따로 마련한 녹지 공간이다. 국립공원과 시골공원은 시골에서 휴양을 위해 사용되는 녹지 공간이다. 주립공원과 주립공원은 지방정부의 주정부와 기관에 의해 관리된다. 공원은 잔디밭, 바위, 흙, 나무로 구성될 수 있지만 건물과 기념물, 분수, 놀이터 구조물과 같은 기타 유물도 포함될 수 있다. 많은 공원에는 야구나 축구 같은 스포츠를 할 수 있는 운동장과 농구 같은 게임을 할 수 있는 포장된 공간이 있다. 많은 공원에는 걷기, 자전거 타기 및 기타 활동을 위한 산책로가 있다. 일부 공원은 수역이나 수로에 인접하여 건설되었으며 해변이나 보트 선착장 지역으로 구성될 수 있다. 도시 공원에는 앉을 수 있는 벤치가 있는 경우가 많으며 피크닉 테이블과 바비큐 그릴이 있을 수도 있다.
가장 큰 공원은 수십만 평방 킬로미터에 달하는 광대한 자연 지역이 될 수 있으며, 야생 동물이 풍부하고 산과 강과 같은 자연 지형이 있다. 많은 대규모 공원에서는 허가증이 있으면 텐트에서의 캠핑이 허용된다. 많은 자연공원은 법으로 보호되며 사용자는 제한 사항(예: 모닥불 사용 금지 규칙, 유리병 반입 금지 규칙)을 따라야 할 수도 있다. 대규모 국립공원과 하위 국립공원은 일반적으로 공원 관리인이 감독한다. 넓은 공원에는 따뜻한 계절에 카누와 하이킹을 즐길 수 있는 공간이 있고, 일부 북반구 국가에서는 추운 계절에 크로스컨트리 스키와 스노슈잉을 즐길 수 있는 공간이 있다. 라이브 쇼, 박람회장 놀이기구, 다과, 기회나 기술 게임을 즐길 수 있는 놀이 공원도 있다.

## 역사

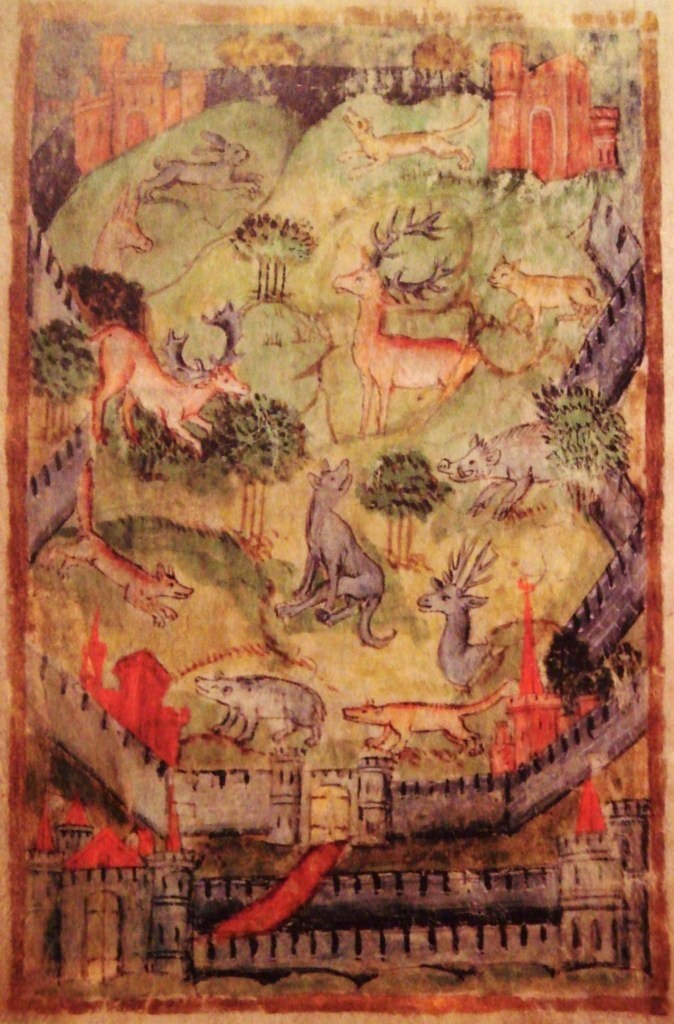
15세기 중세 사냥 공원의 모습.

최초의 공원은 중세 시대의 잉글리시 디어 파크이다. 주변에 벽이나 두터운 울타리가 있어서 수사슴과 같은 사냥감들을 가둘 수 있었다. 평민이 이 디어 공원에서 짐승을 사냥하는 일은 금지되었다.
디어 파크는 16세기부터 맨션과 컨트리 하우스에 조성된 공원으로 발전했다. 이런 공원은 주인의 부와 지위를 과시하는 용도로 사용됐다. 공원 조경은 자연 경관을 향상시킨 조경 건축가들의 정원에서 시작됐다. 프랑스의 조경가 앙드레 르 노트르가 디자인한 베르사유궁이 그 예다. 도시가 점점 커지면서 귀족들의 사냥터는 공공 정원이 됐다.
초기의 도시 공원은 마을과 마을 사이의 경계에 목초지를 확보하려는 중세시대의 관행에서 비롯됐다.

## 종류
공원은 다음과 같은 5개의 기능으로 구분된다.
- 아동공원 : 5세부터 10세의 초등학교 저학년 아동들의 자유분방하고 독창력이 싹트는 특수성을 고려하여 그네, 미끄럼틀, 등책, 정글짐, 놀이조각, 녹지대 등 아동 생태(生態)에 맞는 유희시설로서 학교교육을 떠나 자유로운 장난을 하는 장소이다.[1]
- 근린(近隣)공원 : 근린 주거자 전체를 위한 일상적 레크리에이션을 제공하는 휴식처로 잔디, 녹지대, 등책, 오락실 등의 시설을 구비하며 또한 10세~15세 연령의 자주적이고 단체적인 활동 유희와 소년·소녀의 성별의식이 싹트는 시기를 고려하여 운동유희를 명확한 구분이 있는 곳으로 소년층을 위한 정적한 장소를 뜻한다.[1]
- 지역공원 : 수개의 근린지역을 포함해서 한 개의 지역을 시민의 지역으로 취급하여 그 규모 시설이 큰 공원으로, 시민의 행사를 위하여 회의실, 오락실, 수영장, 녹지대, 집회 광장 등의 설비를 구비하며 이 곳에 아동공원·근린공원의 시설을 겸하여 별도의 중복을 피할 수 있는 공원을 뜻한다.[1]
- 운동공원 : 축구·야구·배구·농구·테니스 등을 위한 운동장으로 야외음악이나 노천극장으로 시설된 곳을 말하며, 야간이용의 조명시설, 관광석, 기타 휴식처를 제공하는 공원이다.[1]
- 대공원 : 하루 종일 오락과 휴식을 취할 수 있는 시설을 갖춘 곳으로, 자연조건을 이용할 수 있는 공지(空地), 호수, 강변, 수림지대 같은 지역을 말한다. 보트, 피크닉, 박물관, 도서관, 동식물관, 골프장, 수영장, 스키, 낚시, 등산 코스 등의 시설로 시민들에게 휴식·오락을 제공할 수 있는 공원을 뜻한다.[1]

## 대한민국의 공원
- 대공원
- 대한민국의 국립공원
- 도립공원
- 서울로 7017
- 서울숲
- 여의도한강공원
- 호수공원

## 같이 보기
- 국립공원
- 정원